# 督政府
督政府（法語：Directoire）是1795年10月26日—1799年11月9日的法国政府，前承国民公会，后启执政府。
共和三年，即1795年，在鎮壓「牧月起義」後的該年8月，热月党控制的国民公会颁布了共和三年宪法，這部法國歷史上的第三部憲法，本想力求建立一個穩定的國家制度和社會秩序，但卻因「三分之二原則」常被批判為「既畏懼民主，又畏懼專制」。
憲法规定，新的立法机构分为上、下两院，上院称元老院，由250人组成，下院称五百人院，由500人组成。宪法规定了飽受爭議的「三分之二原則」，即现政府代表必须在新立法机构中占据三分之二以上的席位。根据五百人院的提名，元老院选举出5名督政官组成督政府，掌管國家行政，每年改选其中1人。督政官以3个月为期，每人轮流担任主席。
这一宪法遭到了广泛的反对。10月2日，保皇党人在法兰西剧院集会抗議新宪法，并于10月3日发动暴动，是为葡月政變。同日，国民公会任命保罗·巴拉斯为军事领导人，但实际上的军事行动是在拿破仑·波拿巴的指挥下进行的。在波拿巴炮兵的轰击下，葡月暴动在10月5日被镇压。
根据新宪法，国民公会在10月26日解散，新的立法机构于次日开会选举出督政府，首任五人是保罗·巴拉斯、艾蒂安-弗朗索瓦·勒图纳尔、路易·马里·德·拉雷韦利埃-莱波、让·弗朗索瓦·勒贝尔和拉扎尔·卡诺。